# Zoe Ball
Zoë Louise Ball (Blackpool, Lancashire, 23 de noviembre de 1970) es una presentadora de televisión y radio británica, más conocida como la primera presentadora de The Radio 1 Breakfast Show, así como por presentar el programa infantil Live & Kicking de los años noventa.
Ball fue un concursante en la tercera serie de Strictly Come Dancing. Después de esto ella substituyó a Claudia Winkleman en 2011 como presentadora de la serie derivada de BBC Two, Strictly Come Dancing: It Takes Two. Ball también presentó el Strictly Come Dancing Live Tour en 2011 y 2015.

## Primeros años
Ball nació en Blackpool, Lancashire y creció en Buckinghamshire. Asistió a la Escuela del Convento de la Santa Cruz en Chalfont St. Peter y también asistió al Teatro Young en Beaconsfield donde se formó como actriz. Su primera aparición en la televisión fue como una niña en la audiencia de estudio del programa infantil de los sábados de los 80, Saturday Superstore, en el que su padre, Johnny Ball, apareció como invitado.

## Carrera

### Televisión
Comenzó su carrera televisiva como mensajera en Granada Television e investigadora de BSkyB.Trabajó como investigadora de programas de concurso durante dos años. Sus trabajos de presentación han incluido la presentación de The Big Breakfast y The Priory en Channel 4, el programa de BBC One para niños de Live & Kicking y el programa preescolar Playdays. En 1994 Ball presentó a SMart con Mark Speight y Jay Burridge hasta que salió en 1996. Entre 1996 y 1998, fue presentadora habitual en Top of the Pops, alternando normalmente con otros presentadores y DJs Jayne Middlemiss y Jo Whiley.
Entre 1999 y 2001, fue copresentadora con Jamie Theakston en la noche del miércoles programa de entrevistas y música The Priory, que fue encargado por la compañía de producción de Chris Evans, Ginger Productions.
Ball fue copresentadora de los BRIT Awards de 2002 con Frank Skinner, tras lo cual la maternidad significó que ella tomó menos trabajo de televisión. En 2005, fue copresentadora del reality show de la BBC, Strictly Dance Fever. En 2006, copresentó el programa de ITV, Extinct, junto con Trevor McDonald.
En enero de 2007, presentó la segunda serie de Soapstar Superstar de ITV, que asumió el control de Fern Britton y Ben Shephard, quienes fueeron el anfitrión de la primera serie. En marzo de 2007, fue la presentadora del programa de búsqueda de talento de ITV, Grease Is the Word.
Junto a Jamie Theakston, Ball presentó el programa de concursos de Channel 5, Britain's Best Brain en 2009. Ball ha presentado varios episodios de The One Show como un sustituta de Alex Jones.
El 4 de agosto de 2013, como presentadora de un especial titulado Doctor Who Live: The Next Doctor, reveló a Peter Capaldi como el Duodécimo Doctor entrante y recibió su primera entrevista en esa capacidad.
En noviembre de 2013, fue co-`resentadora de la teletón de BBC One, Children in Need, junto con Terry Wogan, Fearne Cotton, Nick Grimshaw y Tess Daly. En 2014, Ball presentó un spin-off de BBC Two de The Voice UK llamado The Voice: Louder on Two. El programa fue emitido para una serie de diez episodios.
En 2015, Ball presentó EastEnders: Backstage Live, un show spin-off durante la semana en vivo de EastEndersElla copresentó la BBC Young Dancer concurso con Darcey Bussell en BBC Two.
Ella también narró 2 Especials de ITV, The Nation's Favourite '70s Number One y The Nation's Favourite '80s Number One así como la serie de la BBC One, Don't Tell the Bride. En 2016, Ball copresentó Can't Touch This, un programa de juegos de sábado por la noche para BBC One, junto a Ashley Banjo. Ella también narró The Nation's Favourite Carpenters Song.
Ella participó en un episodio de 2016 de Celebrity Antiques Road Trip.

### Strictly Come Dancing
En octubre de 2005, Ball se convirtió en un concursante de la tercera serie del programa de talentos de BBC One, Strictly Come Dancing, donde estuvo emparejada con el bailarín profesional Ian Waite. Ball y Waite quedaron clasificados en el tercer puesto; también anotaron 38/40 (incluyendo dos decenas) por tres bailes en la serie y una en el especial de Navidad.
En 2011, ella asumió el control de Claudia Winkleman como la presentadora del programa hermano de Strictly Come Dancing, It Takes Two, que se emite cada noche en la BBC Two y en 2014 copresentó el programa principal, mientras que Winkleman estuvo de baja después de graves heridas de quemadura a su hija.
En julio de 2017, su salario como presentadora de la BBC, para el año fiscal 2016-2017, se reveló en el rango de £250,000 a £299,999.

### Radio
Aunque fue conocida principalmente por su trabajo en televisión, Ball trabajó por primera vez en radio, después de que se convirtió en copresentadora de The Radio 1 Breakfast Show en BBC Radio 1 en octubre de 1997 con Kevin Greening. Ella se convirtió en la única presentadora, la primera DJ femenina que lo hizo. En este momento, su estilo de vida duro y divertido contribuyó a la identificación de la llamada «cultura ladette» de fines de los años noventa. Ella fue advertida dos veces por la BBC por jurar en la radio.
Ball dejó la BBC Radio 1 en marzo de 2000 para criar a su familia. Su programa final fue el 30 de marzo de 2000, y fue sucedida por Sara Cox.
Ball volvió a la radio a mediados de 2002 cuando se unió a la estación de rock londinense XFM, donde presentó el programa hasta diciembre de 2003, y luego en enero de 2004 tomó un programa de música el viernes por la noche para la estación. Ella también reemplazó a Ricky Gervais mientras que él filmó la segunda serie de The Office. Salió de XFM a finales de 2004.
En septiembre de 2007 presentó un programa con Sara Cox celebrando los 40 años de BBC Radio 1.
Desde 2006, ha presentado funciones de alivio para BBC Radio 2, encargado de documentales especializados, estuvo en Dermot O'Leary durante tres semanas en febrero de 2006 y copresentó, con Danny Baker, el reemplazo apresuradamente concebido para el programa de Jonathan Ross el sábado por la mañana, a raíz de la suspensión de Ross debido a Sachsgate en 2008.
En 2009 Ball se convirtió en la presentadora de alivio habitual para el programa de la mañana de Ken Bruce en la BBC Radio 2. También comenzó a presentar el programa de la mañana del sábado de 6:00 a. m. a 8:00 a. m. en la cadena televisiva, desde el 6 de junio de 2009, como parte de una sacudida de la programación de fin de semana en Radio 2. Ball dejó el programa del sábado en Radio 2; su último programa fue transmitido el sábado 28 de enero de 2012. Su reemplazo en esa ranura fue Anneka Rice. Ball continúa en Radio 2 como el reemplazó de Ken Bruce.
Ball cubrió el programa de BBC Radio 2 para Chris Evans en varias ocasiones.
Desde el 4 de marzo de 2017, Ball ha presentado su propio programa en BBC Radio 2 los sábados por la tarde, de 3 a 6 p. m., tomando el lugar de Dermot O'Leary. Zoë tomó un descanso de 4 semanas después de la muerte de su novio, Billy Yates. Regresó el 3 de junio de 2017 abriendo su programa con un homenaje a su memoria.

## Vida personal
Ball es la hija del presentador de televisión infantil Johnny Ball y su esposa Julia (Anderson de soltera, divorciada cuando Zoë tenía dos años), Ball fue educada en la escuela secundaria Heston en el oeste de Londres entre 1975 y 1978. Su familia se mudó a Farnham Common en Buckinghamshire. Asistió a la Escuela Primaria Farnham Common y a la Escuela secundaria Farnham Common antes de trasladarse a la Escuela del Convento de Santa Cruz en Chalfont St Peter y Colegio de Arte y Tecnología de Amersham.
Mientras que en BBC Radio 1, Ball comenzó una relación con el DJ y el músico Norman Cook (también conocido como Fatboy Slim). La pareja se casó en Babington House en Somerset en agosto de 1999. En 2003, la pareja se separó cuando Ball reveló que había tenido un romance con un amigo cercano de Cook, su compañero DJ Dan Peppe. Ball y Cook se reconciliaron más tarde.
La pareja tiene un hijo (nacido en 2000), y una hija (nacida en 2010). Vivían en una propiedad frente al mar en Western Esplanade, Hove.
El 24 de septiembre de 2016, la pareja anunció su separación después de 18 años juntos.
Más recientemente, se informó que Ball había estado en una relación con el camarógrafo Billy Yates de la BBC durante varios meses. El 4 de mayo de 2017, Yates fue encontrado muerto en su casa en el sur de Londres. Se entiende que Yates se suicidó, y se deprimió después de caer víctima de un estafador financiero.

## Filmografía
Televisión
| Año                  | Título                                             | Papel                 | Notas                            |
| -------------------- | -------------------------------------------------- | --------------------- | -------------------------------- |
| 1994–1996            | SMart                                              | Copresentadora        |                                  |
| 1996–1998            | Top of the Pops                                    | Copresentadora        |                                  |
| 1996                 | The Big Breakfast                                  | Copresentadora        |                                  |
| 1996–1999            | Live & Kicking                                     | Copresentadora        |                                  |
| 1999–2001            | The Priory                                         | Copresentadora        | Con Jamie Theakston              |
| 2002                 | BRIT Awards                                        | Copresentadora        | Con Frank Skinner                |
| 2005                 | Strictly Dance Fever                               | Copresentadora        |                                  |
| 2005                 | Strictly Come Dancing                              | Concursante           | Serie 3                          |
| 2006                 | Extinct                                            | Copresentadora        | 1 serie; con Trevor McDonald     |
| 2007                 | Soapstar Superstar                                 | Copresentadora        | 1 serie; con Ben Shephard        |
| 2007                 | Grease Is the Word                                 | Presentadora          | 1 series                         |
| 2009                 | Britain's Best Brain                               | Copresentadora        | 1 series; con Jamie Theakston    |
| 2011—                | Strictly Come Dancing: It Takes Two                | Presentadora          |                                  |
| 2012–2013, 2016–2017 | The One Show                                       | Presentadora invitada | 6 episodios                      |
| 2013                 | Doctor Who Live: The Next Doctor                   | Presentadora          | Episodio único                   |
| 2013                 | Children in Need                                   | Copresentadora        |                                  |
| 2013                 | The Nation's Favourite Elvis Song                  | Narradora             | Episodio único                   |
| 2014                 | The Voice: Louder on Two                           | Presentadora          | 1 serie                          |
| 2014                 | Strictly Come Dancing                              | Presentadora          | 6 episodios                      |
| 2015                 | EastEnders: Backstage Live                         | Presentadora          | Episodio único                   |
| 2015                 | The Nation's Favourite '70s Number One             | Narradora             | Episodio único                   |
| 2015                 | BBC Young Dancer                                   | Copresentadora        | Gran final                       |
| 2015                 | Hacker's Birthday Bash: 30 Years of Children's BBC | Ella misma            | Episodio único                   |
| 2015                 | Don't Tell the Bride                               | Narradora             | 1 serie                          |
| 2015                 | The Nation's Favourite '80s Number One             | Narradora             | Episodio único                   |
| 2016                 | Can't Touch This                                   | Copresentadora        | Programa de concursos de BBC One |
| 2016                 | The Nation's Favourite Carpenters Song             | Narradora             | Episodio único                   |
| 2016                 | Film 2016                                          | Presentadora invitada | 1 episodio                       |
| 2017—                | The Big Family Cooking Showdown                    | Copresentadora        | Con Nadiya Hussain               |